# Аль-Гашия
Аль-Га́шия (араб. الغاشية — Покрывающее) — восемьдесят восьмая сура Корана. Сура мекканская.  Состоит из 26 аятов.

## Содержание
В начале суры лаконичным изящным слогом, пробуждающим интерес к слушанию, изложен рассказ о Дне воскресения и событиях, которые произойдут в этот День. В суре указывается, что люди в этот День будут разделены на две группы: одни подвергнутся в этот День унижению и будут ввергнуты в пылающий огонь, другие же встретят этот День с ликованием, радуясь милосердию Аллаха и уготованным им видам блаженства.

 Дошёл ли до тебя рассказ о Покрывающем (Дне воскресения)? ۝ Одни лица в тот день будут унижены, ۝ изнурены и утомлены. ۝ Они войдут в Огонь жаркий. ۝ Их будут поить из источника кипящего ۝ и кормить только ядовитыми колючками, ۝ от которых не поправляются и которые не утоляют голода. ۝ Другие же лица в тот день будут радостны. ۝ Они будут довольны своими стараниями ۝ в Вышних садах. ۝ Они не услышат там словоблудия. ۝ Там есть источник текущий. ۝ Там воздвигнуты ложа, ۝ расставлены чаши, ۝ разложены подушки, ۝ и разостланы ковры. 
—  88:1—16 (Кулиев)